# Parlamentswahl in St. Lucia 1951
Die Parlamentswahl in St. Lucia 1951 (englisch General elections) waren nach längerer Pause die vierten Parlamentswahlen in St. Lucia.

## Wahl
Die Wahl fand am 12. Oktober 1951 statt. Mittlerweile durften 8 Parlamentsmitglieder gewählt werden. Sieger war die Saint Lucia Labour Party, welche fünf der acht Sitze errang. Die Wahlbeteiligung lag bei 59,1 %.
| Partei                     | Stimmen | %    | Sitze |
| -------------------------- | ------- | ---- | ----- |
| Saint Lucia Labour Party   | 7,648   | 49.6 | 5     |
| People’s Progressive Party | 4,201   | 27.2 | 1     |
| Independents               | 3,577   | 23.2 | 2     |
| Invalid/blank votes        | 1,360   | –    | –     |
| Total                      | 16,786  | 100  | 8     |
| Registered voters/turnout  | 28,398  | 59.1 | –     |
| Source: Nohlen, PDBA       |         |      |       |